# 浜康路駅
浜康路駅（ひんこうろえき）は、中華人民共和国浙江省杭州市杭州市浜江区浜安路と浜康路と風情大道の交差点に位置する杭州地下鉄1号線と5号線の駅。

## 歴史
- 2012年11月24日：1号線の駅として開業[1]。
- 2020年4月23日：5号線の駅が開業し、乗換駅となる[2]。

## 駅構造
両線とも島式ホーム1面2線を有する地下駅。

### のりば

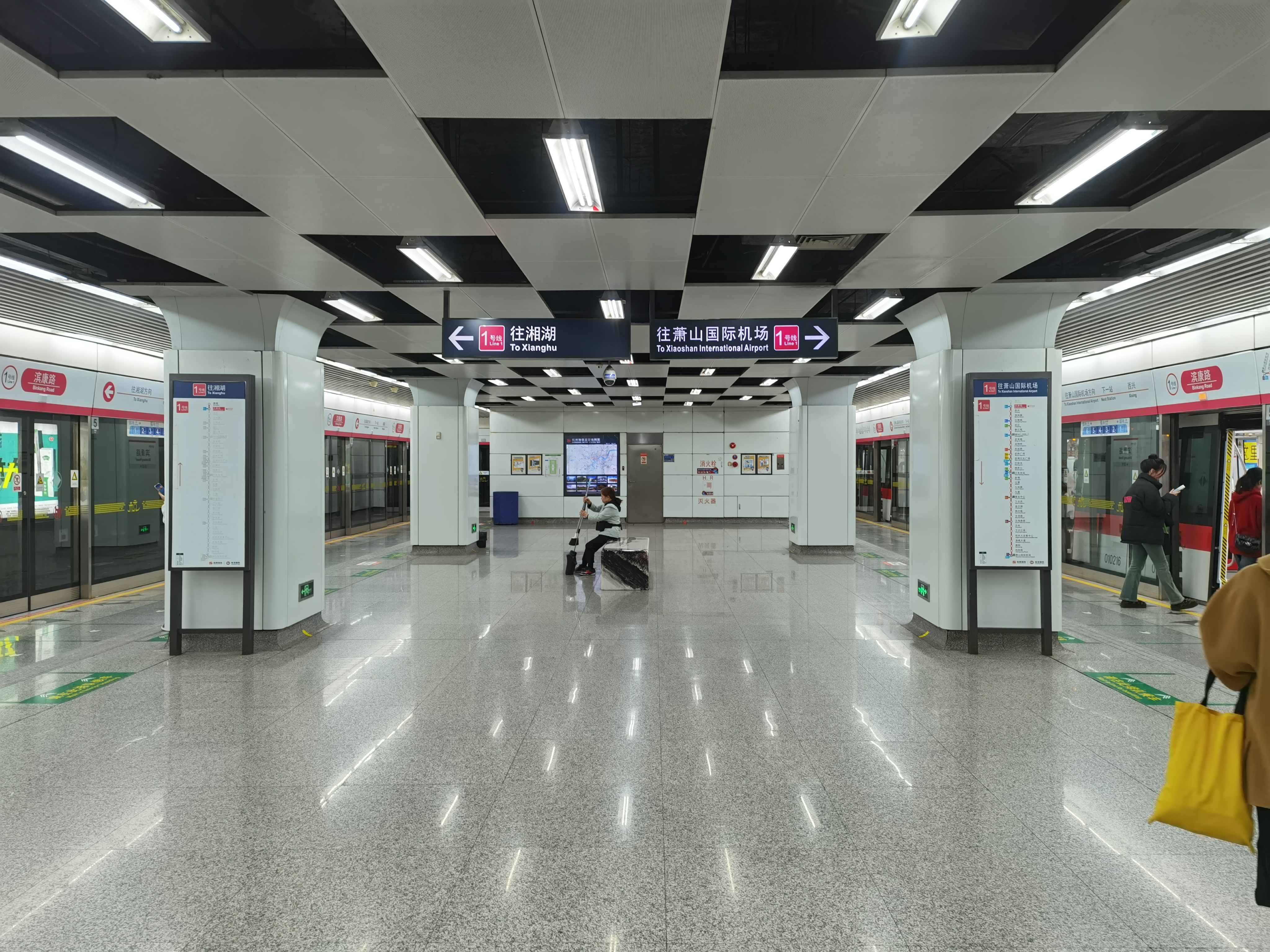
1号線ホーム
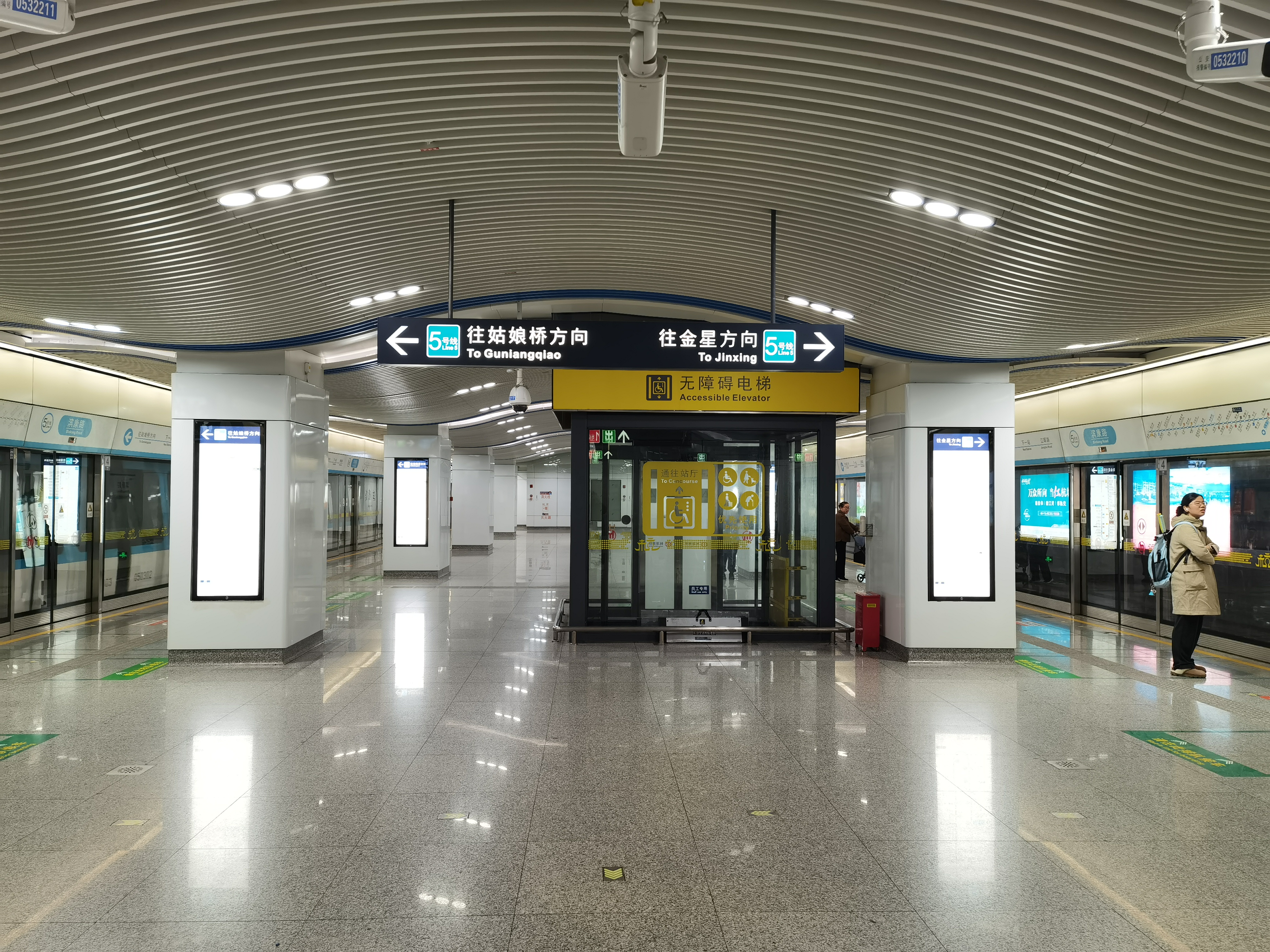
5号線ホーム
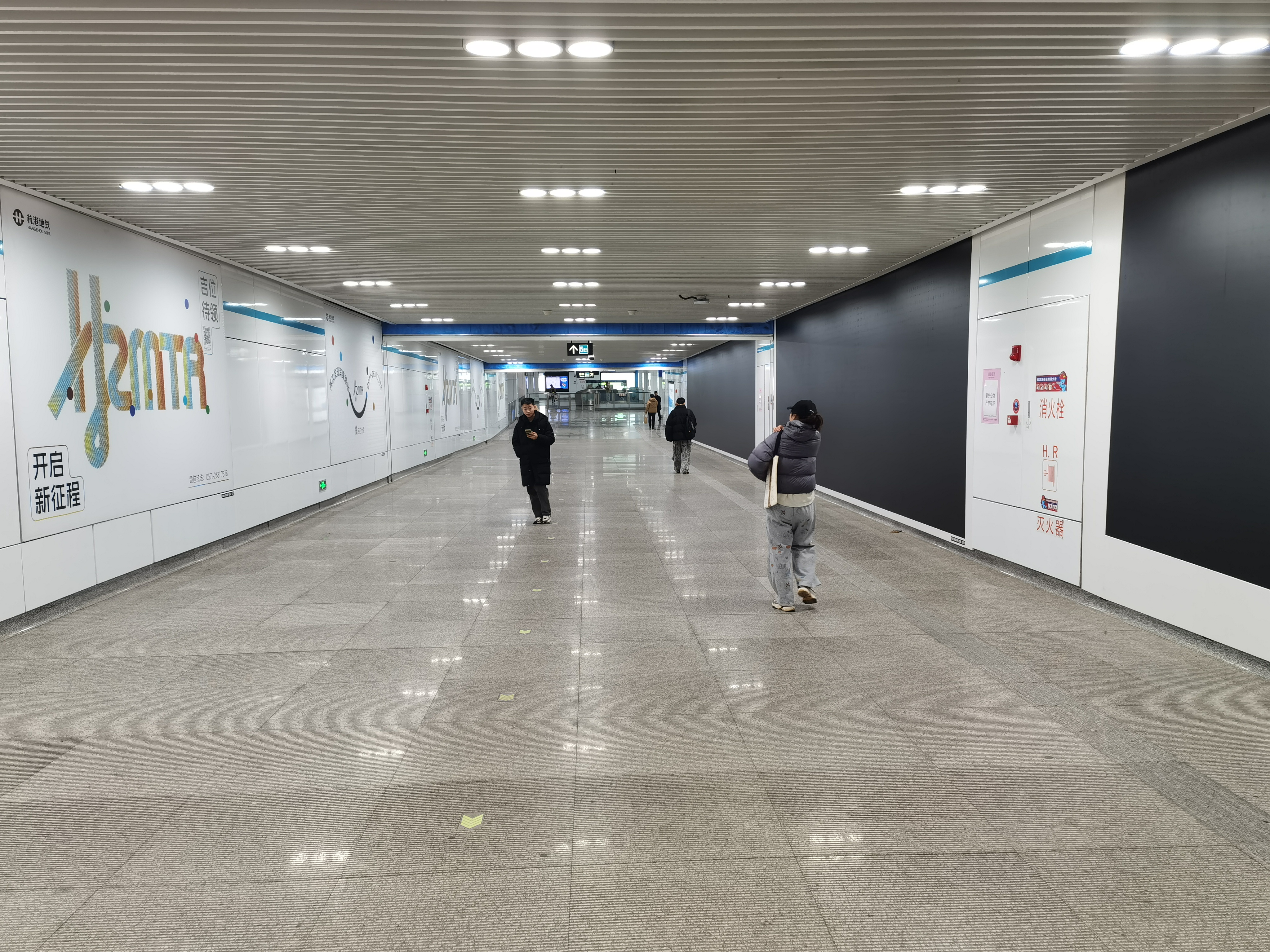
乗換通路

| 路線                   | 方向 | 行先                                                  |
| ---------------------- | ---- | ----------------------------------------------------- |
| 1号線ホーム（地下2階） |      |                                                       |
| ■ 1号線                | 下り | 湘湖方面                                              |
| ■ 1号線                | 上り | 城站・武林広場・火車東站・客運中心・ 蕭山国際機場方面 |
| 5号線ホーム（地下3階） |      |                                                       |
| ■ 5号線                | 下り | 城站・南湖東方面                                      |
| ■ 5号線                | 上り | 火車南站・姑娘橋                                      |

（出典：杭港地下鉄:内部空间示意图）
- 1号線ホーム
- 5号線ホーム
- 乗換通路

## 駅周辺
- 瑞立・東方花城
- 悦庭
- 江南建材城
- 陽光城・上府

## 隣の駅
杭州地下鉄
■ 1号線
湘湖駅 - 浜康路駅 - 西興駅
■ 5号線
江暉路駅 - 浜康路駅 - 博奥路駅